# Гюлтепе
Гюлтепе (на турски: Gültepe) е квартал в район Kaътхане в Истанбул с население от 93 972 души през 2007 г.

## Галерия
- Гюлтепе, улица Талатпаша
- Гюлтепе, улица Талатпаша (Февруари, 2012)
- Гюлтепе, улица Талатпаша (2012)
- Гюлтепе, Ортабайър
- Местоположение на Каътхане в Истанбул